# Нагорода Кеннеді-центру

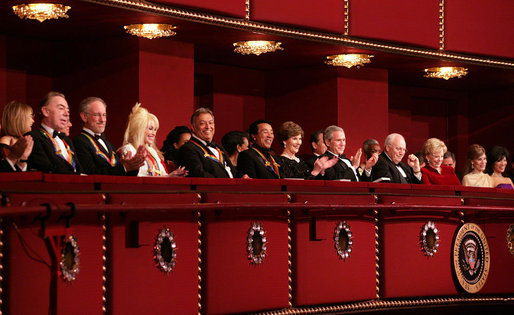
Лауреати премії центру Кеннеді 2006 року з президентом США Джорджем Бушем та першою леді Лорою Буш; зліва направо: Ендрю Ллойд Веббер, Стівен Спілберг, Доллі Партон, Зубін Мета, Смокі Робінсон, віце-президент Дік Чейні і друга леді Лінн Чейні.

Премія центру Кеннеді (англ. Kennedy Center Honors) — це щорічна премія, що вручається особам, які займаються виконавським мистецтвом, за їх внесок у розвиток американської культури. Премія щорічно вручається з 1978 року в грудні (як правило, у присутності Президента США), церемонія завершується гала-концертом в Оперному театрі Кеннеді-центру у Вашингтоні.

## Лауреати
1970-і
- 1978 — Маріан Андерсон, Фред Астер, Джордж Баланчин, Річард Роджерс, Артур Рубінштейн.
- 1979 — Аарон Копленд, Елла Фіцджеральд, Генрі Фонду, Барта Грем, Теннессі Вільямс.

1980-і
- 1980 — Леонард Бернстайн, Джеймс Кегні, Агнес де Мілль, Лінн Фонтенн, Леонтина Прайс.
- 1981 — Каунт Бейсі, Кері Ґрант, Гелен Гейс, Джером Роббінс, Рудольф Серкін.
- 1982 — Джордж Еббот, Ліліан Ґіш, Бенні Гудмен, Джин Келлі, Юджин Орманді.
- 1983 — Кетрін Данем, Еліа Казан, Френк Сінатра, Джеймс Стюарт, Вірджіл Томсон.
- 1984 — Лена Хорн, Денні Кей, Джанкарло Менотті, Артур Міллер, Ісаак Стерн.
- 1985 — Мерс Каннінгем, Айрін Данн, Боб Гоуп, Алан Джей Лернер і Фредерік Лоу, Беверлі Сіллз.
- 1986 — Люсіль Болл, Рей Чарльз, Г'юм Кронін і Джессіка Тенді, Ієгуді Менухін, Ентоні Тюдор.
- 1987 — Перрі Комо, Бетті Девіс, Семмі Девіс-молодший, Натан Мільштейн, Елвін Ніколайс[en]
- 1988 — Елвін Ейлі, Джордж Бернс, Мірна Лой, Саша Шнайдер, Роджер Л. Стівенс[en]
- 1989 — Гаррі Белафонте, Клодет Кольбер, Олександра Данилова, Мері Мартін, Вільям Шуман

1990-ті роки
- 1990 — Діззі Гіллеспі, Кетрін Хепберн, Ріс Стівенс[en], Жюль Стайн, Біллі Уайлдер
- 1991 — Рій Екафф, Бетті Комден і Адольф Грін, Файрад[en] і Гарольд Ніколаси[en], Грегорі Пек, Роберт Шоу[en]
- 1992 — Лайонел Хемптон, Пол Ньюман і Джоан Вудворд, Джинджер Роджерс, Мстислав Ростропович, Пол Тейлор
- 1993 — Джонні Карсон, Артур Мітчелл, Георг Шолті, Стівен Сондхейм, Маріон Вільямс
- 1994 — Кірк Дуглас, Арета Франклін, Мортон Гулд[en], Харольд Прінс, Піт Сігер
- 1995 — Жак д'Амбуаз[en], Мерілін Хорн, Бі Бі Кінг, Сідні Пуатьє, Ніл Саймон
- 1996 — Едвард Олбі, Бенні Картер, Джонні Кеш, Джек Леммон, Марія Толчіф
- 1997 — Лорен Беколл, Боб Ділан, Чарльтон Хестон, Джессі Норман, Едвард Вілелла[en]
- 1998 — Фред Ебб і Джон Кандер, Віллі Нельсон, Андре Превін, Шірлі Темпл, Білл Косбі (позбавлений нагороди у 2018 році)[1]
- 1999 — Віктор Борге, Шон Коннері, Джудіт Джеймісон[en], Джейсон Робардс і Стиві Уандер

2000-і
- 2000 — Михайло Баришніков, Чак Беррі, Пласідо Домінго, Клінт Іствуд, Анджела Ленсбері
- 2001 — Джулі Ендрюс, Ван Кліберн, Квінсі Джонс, Джек Ніколсон, Лучано Паваротті
- 2002 — Джеймс Ерл Джонс, Джеймс Левайн, Чита Рівера, Пол Саймон, Елізабет Тейлор
- 2003 — Джеймс Браун, Керол Бернетт, Лоретта Лінн, Майк Ніколс, Іцхак Перлман
- 2004 — Уоррен Бітті, Оссі Девіс і Рубі Ді, Елтон Джон, Джоан Сазерленд, Вільямс Джон
- 2005 — Тоні Беннетт, Сьюзен Фаррелл, Джулі Харріс, Роберт Редфорд, Тіна Тернер
- 2006 — Ендрю Ллойд Веббер, Зубін Мета, Доллі Партон, Смокі Робінсон, Стівен Спілберг
- 2007 — Леон Флейшер, Стів Мартін, Дайана Росс, Мартін Скорсезе, Брайан Уілсон
- 2008 — Морган Фрімен, Джордж Джонс, Барбра Стрейзанд, Твайла Тарп, The Who (Піт Таунсенд і Роджер Долтрі)
- 2009 — Мел Брукс, Дейв Брубек, Грейс Бамбрі, Роберт Де Ніро, Брюс Спрінгстін

2010-ті
- 2010 — Мерл Хаггард, Джеррі Херман, Білл Ті Джонс, Пол Маккартні, Опра Вінфрі
- 2011 — Барбара Кук, Ніл Даймонд, Йо Йо Ма, Сонні Роллінс, Меріл Стріп[2]
- 2012 — Бадді Гай, Дастін Хоффман, Девід Леттерман, Наталія Макарова, Led Zeppelin (Джон Пол Джонс, Джиммі Пейдж і Роберт Плант)[3]
- 2013 — Мартина Арройо[en], Хербі Хенкок, Біллі Джоел, Ширлі Маклейн, Карлос Сантана[4]
- 2014 — Ел Грін, Том Генкс, Патрісія Макбрайд[en], Стинг, Лілі Томлін[5]
- 2015 — Керол Кінг, Джордж Лукас, Ріта Морено, Сейдзі Одзава, Сіселі Тайсон[6]
- 2016 — Марта Аргеріх, Eagles (Дон Генли, Гленн Фрей, Тімоті Бі Шміт[en], Джо Волш)[7], Аль Пачино, Мевіс Степлс, Джеймс Тейлор[8][9]
- 2017 — Кармен де Лавальяде, Глорія Естефан, LL Cool J, Норман Лір, Лайонел Річі
- 2018 — Шер, Філіп Ґласс, Ріба Макінтайр, Вейн Шортер та творці мюзиклу «Гамільтон» (Лін-Мануель Міранда, Томас Кейл[en], Алекс Лакамуар[en] та Енді Бланкенбюлер[en])
- 2019 — Earth, Wind & Fire (Філіп Бейлі[en], Вердін Вайт, Ральф Джонсон[en] та Моріс Вайт), Саллі Філд, Лінда Ронстадт, «Вулиця Сезам» (Ллойд Моррісет[en] та Джоан Ганз Куні[en]), Майкл Тілсон-Томас[10]

2020-і
- 2020 — Деббі Аллен, Джоан Баез, Гарт Брукс, Мідорі Ґото, Дік Ван Дайк[11]
- 2021 — Беррі Горді, Хустіно Діас[en], Лорн Майклз, Бетт Мідлер, Джоні Мітчелл[12]
- 2022 — Джордж Клуні, Емі Грант, Гледіс Найт, Таня Леон, U2 (Боно, Едж, Адам Клейтон, Ларрі Маллен)